# Periodo pre-allenamento
Nel contesto dell'esercizio coi pesi (Resistance training) - specie nel bodybuilding - il periodo pre-allenamento rappresenta quel periodo di tempo antecedente alla sessione con i pesi, in cui può essere ottimizzata la prestazione e i guadagni muscolari mediante l'assunzione di determinati alimenti, nutrienti o integratori dietetici.

## Definizione
Le strategie nutrizionali da applicare nel pre-allenamento si basano sul fornire substrati energetici alternativi (soprattutto carboidrati) per preservare le riserve energetiche endogene, e approfittando di aumento del flusso sanguigno verso il tessuto muscolare. L'assunzione di specifici nutrienti in determinate fasi (Timing), cioè pre e post-allenamento, si è rivelata un'importante strategia per l'incremento della massa muscolare, in quanto molte evidenze scientifiche hanno evidenziato che questi due pasti assunti in prossimità dell'allenamento riescono a favorire maggiori guadagni di ipertrofia e forza muscolare rispetto a quando gli stessi, ad esempio, venivano assunti di prima mattina e in tarda serata. I pasti pre e post-allenamento hanno mostrato di alterare in positivo il profilo ormonale, elevando ad esempio i livelli di GH e IGF-1, e riducendo i livelli di cortisolo. Sebbene l'attenzione sia generalmente più concentrata sul pasto nell'immediato post-allenamento (Finestra anabolica), sembra che anche il consumo di nutrienti nel periodo precedente all'esercizio sia fondamentale per garantire maggiori risultati.

### Carboidrati
L'esercizio fisico ad alta intensità impone una grande richiesta di carboidrati, ricavati principalmente dalle riserve di glicogeno. Il glicogeno è il carboidrato immagazzinato in diversi siti corporei, specialmente nel fegato e nei muscoli. Poiché l'attività fisica anaerobica ad alta intensità consuma energia ad un tasso più elevato, il corpo non è in grado di fornire ossigeno sufficiente per utilizzare in maniera rilevante il grasso come combustibile. Esso deve invece fare affidamento sui carboidrati immagazzinati nei muscoli, oppure trasportati al loro interno mediante il flusso sanguigno.
Consumare zuccheri semplici subito prima dell'allenamento può ridurre la quantità di glicogeno utilizzata durante l'esercizio fisico, potenzialmente prolungando le prestazioni (Lambert et al., 1991; Haff et al. 2000; 2003). Ancora più rilevante è il fatto che alti livelli di zuccheri e insulina (l'ormone che interviene in risposta all'ingestione di carboidrati e amminoacidi/proteine) nel sangue sembrano creare un ambiente ormonale favorevole all'anabolismo muscolare (crescita).
Durante l'esercizio fisico, il cortisolo accelera i processi catabolici come la lipolisi, la chetogenesi, e la proteolisi (catabolismo proteico). Questo avviene per fornire substrati energetici supplementari durante l'esercizio continuato. Gli effetti del cortisolo possono anche essere necessari per fornire un pool di amminoacidi da cui il muscolo può ricostruire nuove proteine contrattili se non c'è una sufficiente presenza di aminoacidi nel sangue (bassa amminoacidemia). Questo assicura che un certo grado di adattamento può verificarsi indipendentemente dalla disponibilità delle proteine alimentari. Nel corso del tempo però, se questo processo non è bilanciato con l'assunzione di proteine nella dieta, l'effetto netto sarà solo un mantenimento o addirittura una diminuzione del tessuto muscolare funzionale, come è evidente durante i periodi di digiuno prolungato o di dieta ipocalorica. Fortunatamente, non avviene un significativo aumento dei livelli di cortisolo quando i carboidrati vengono consumati durante l'esercizio (Tarpenning et al., 2001). L'effetto favorevole è dato da un aumento più rapido della sezione trasversale delle fibre muscolari, e un effetto maggiore è stato visto nelle fibre di tipo II, le quali riescono ad essere più importanti per quanto riguarda i guadagni di forza e ipertrofia muscolare.
L'assunzione di carboidrati in prossimità dell'allenamento (prima, durante e dopo), può essere un'opzione meno costosa rispetto all'utilizzo di fosfatidilserina, un fosfolipide dalle note proprietà anti-cortisolo. In questo caso, la somministrazione di carboidrati sembra regolare l'asse ipotalamo-ipofisi-surrenali (responsabile della secrezione di cortisolo), probabilmente attraverso l'insulina o forse per la presenza stessa di carboidrati. Ciò, in effetti, riduce notevolmente la risposta catabolica del corpo in risposta allo stress indotto dall'esercizio.
I risultati del già citato studio di Tarpenning et al. (2001) indicarono che allenarsi assumendo carboidrati durante l'esercizio con i pesi è in grado di sopprimere la secrezione di cortisolo. Dopo un periodo di 12 settimane, questo si è tradotto in un aumento dell'ipertrofia muscolare, sia delle fibre di tipo 1 che di quelle di tipo 2, maggiore rispetto a quanto era stato per l'esercizio senza l'assunzione di glucidi. Le differenze nella risposta del cortisolo hanno influito per il 74% nelle variazioni dell'ipertrofia delle fibre di tipo 1, e del 52,3% nelle variazioni dell'ipertrofia delle fibre di tipo 2. Anche Bird et al. (2006) conclusero che l'assunzione di carboidrati e/o amminoacidi essenziali (EAA) durante l'esercizio coi pesi sopprime la secrezione di cortisolo durante e dopo l'allenamento. I maggiori effetti erano dati della bevande a base di carboidrati, o di carboidrati e EAA. In questo contesto i carboidrati si sono dimostrati i più efficaci nel sopprimere la secrezione dell'ormone catabolico. Sebbene queste ricerche analizzassero l'assunzione di questi nutrienti durante l'allenamento, si può concludere che anche il loro consumo nel pre-allenamento possa indurre benefici simili.

### Proteine
Un'altra strategia nutrizionale pre-allenamento consiste nello sfruttare l'aumento del flusso sanguigno verso i muscoli in attività. Poiché la disponibilità di amminoacidi è spesso il fattore limitante per la sintesi proteica, un pasto proteico pre-allenamento aumenterà il rifornimento di amminoacidi al tessuto muscolare. Spesso si sostiene che i carboidrati forniscano l'unico macronutriente da cui l'energia immagazzinata genera ATP non-aerobico, cioè negli allenamenti anaerobici come l'esercizio coi pesi. Tuttavia questo non è il caso, poiché diversi studi hanno dimostrato che anche il catabolismo degli amminoacidi fornisce una fonte energetica anaerobica, per tanto l'assunzione di proteine/amminoacidi prima dell'esercizio potrebbe garantire un ulteriore supporto energetico. La ricerca ha analizzato gli effetti indotti dall'assunzione di una bevanda proteica pre-allenamento.
Considerando i precedenti risultati positivi ottenuti dalla somministrazione di amminoacidi essenziali+carboidrati nel pre-allenamento (Tipton et al., 2001), i quali si rivelarono superiori alla somministrazione della stessa bevanda nel post-allenamento, la stessa équipe di Tipton et al. (2007) analizzò gli effetti dell'assunzione di sole proteine del siero del latte (whey) per stabilire se anche questa integrazione potesse portare a risultati superiori nel pre-allenamento rispetto al post-allenamento. Due gruppi di individui sani assunsero rispettivamente un integratore di proteine subito prima o subito dopo l'allenamento coi pesi. Venne notato che la captazione di amminoacidi durante l'esercizio non era significativamente differente tra i due gruppi. I ricercatori conclusero che le variazioni del bilancio proteico netto muscolare non rispondono altrettanto positivamente nel pre-allenamento rispetto a quanto si era visto con i carboidrati+EAA.
Kersick et al. (2006) esaminarono gli effetti della supplementazione con proteine del siero e caseina sulla composizione corporea, forza muscolare, resistenza muscolare e la capacità anaerobica nel corso di 10 settimane di Resistance training su 36 uomini allenati. Questi vennero suddivisi in tre gruppi al quale vennero somministrati prima della sessione di allenamento, rispettivamente, un placebo a base di carboidrati (48 gr), whey (40 gr)+caseina (8 gr), whey (40 gr)+BCAA (3 gr)+glutammina (5 gr). Il maggior aumento della massa magra (LBM) e della massa magra alipidica (FFM) era stato ottenuto dal gruppo che assumeva whey (40 gr)+caseina (8 gr).
Ballard et al. (2009) vollero stabilire se l'assunzione di proteine del siero del latte potessero avere un effetto sulla sintesi di ossido nitrico e sul conseguente miglioramento della vasodilatazione e della funzione vascolare. L'ossido nitrico è infatti un potente vasodilatatore in grado di inibire l'aggregazione delle piastrine, il deposito delle cellule infiammatorie sulle pareti dei vasi, e la proliferazione delle cellule muscolari lisce. I soggetti assunsero una soluzione di peptidi derivati dalle proteine del siero, dimostrando un aumento della dilatazione mediata dal flusso ematico a 30, 60 e 90 minuti dall'ingestione. Ciò indica che le proteine del siero del latte hanno poteri vasodilatatori, e questo effetto può essere sfruttato come strategia di allenamento se assunte nel periodo pre-allenamento, per migliorare l'apporto di nutrienti ai muscoli. L'effetto inoltre può potenzialmente essere amplificato dall'assunzione di carboidrati, dal momento che è stato stabilito che anche elevati livelli di insulina (stimolati soprattutto dai carboidrati e alcuni amminoacidi) migliorano la vasodilatazione e la circolazione capillare. Considerando che anche le proteine del siero stimolano una secrezione di insulina molto elevata (alto indice insulinico), l'effetto favorevole sulla sintesi di ossido nitrico e sulla vasodilatazione da parte di questa fonte proteica potrebbe essere attribuito alle proprietà stimolatorie sull'ormone anabolico. Oltre ai benefici di carattere anabolico fornite dall'assunzione di proteine, queste possono quindi portare anche ad un miglioramento del trasporto di nutrienti.
Altri pregi dell'assunzione proteica nel pre-allenamento potrebbero essere le proprietà stimolatorie nell'ossidazione di grassi. L'esercizio coi pesi ha dimostrato più volte di favorire il dimagrimento. Questo effetto favorevole sulla spesa lipidica è dato dall'aumento del metabolismo basale e del dispendio calorico e lipidico nel post-allenamento, un fenomeno nominato come EPOC, il quale si è dimostrato superiore rispetto all'attività aerobica. Hackney et al. (2010) vollero stabilire quale nutriente, tra proteine e carboidrati, fosse in grado di massimizzare l'EPOC dopo un allenamento con i pesi ad alto volume. I soggetti assunsero in giornate diverse una soluzione composta per la maggior parte da carboidrati, o una soluzione contenente in gran parte proteine del siero del latte, 20 minuti prima di una sessione di allenamento coi pesi ad alto volume. I risultati dello studio indicarono che la fonte proteica  era in grado di aumentare il metabolismo basale e quindi l'EPOC in maniera significativamente maggiore rispetto all'assunzione di una quantità isocalorica di carboidrati. Secondo i ricercatori, l'assunzione di proteine prima dell'allenamento potrebbe rappresentare una strategia per aumentare il dispendio energetico mediante l'aumento del metabolismo basale, così da facilitare la riduzione della massa grassa e migliorare la composizione corporea.

#### Amminaocidi
La disponibilità di amminoacidi ha dimostrato di essere significativamente maggiore durante l'esercizio quando questi vengono consumati prima dell'allenamento rispetto a dopo. Consumando una bevanda proteica/amminaocidica pre-esercizio, c'è anche una significativa differenza nell'apporto di amminoacidi al muscolo nella prima ora dopo l'esercizio, apportando un vantaggio significativo. La captazione netta degli aminoacidi da parte del muscolo è due volte superiore con una bevanda a base di amminoacidi e carboidrati pre-allenamento rispetto al consumo della stessa nel post-allenamento. Il tasso di scomparsa della fenilalanina, un amminoacido indicatore della sintesi proteica muscolare riconoscibile negli aminoacidi nel sangue, era significativamente più elevata quando gli aminoacidi sono stati assunti nel pre-allenamento.
Questi risultati indicano che la risposta della sintesi proteica muscolare netta indotta dal consumo di una soluzione proteica subito prima del Resistance training è maggiore rispetto a quando la stessa soluzione viene consumato dopo l'esercizio, principalmente a causa di un aumento della sintesi proteica muscolare come risultato di un'aumentata disponibilità di amminoacidi al muscolo coinvolto.

## Pasto misto
Naturalmente è ipotizzabile che l'assunzione di diversi nutrienti sia in grado di potenziare i benefici in termini di sintesi proteica, di prestazione e di inibizione della secrezione di cortisolo. Effettivamente le bevande pre-allenamento testate nelle ricerche erano composte da una miscela di carboidrati e proteine o amminoacidi. La secrezione di insulina tipica dell'ingestione di carboidrati è infatti potenziata con l'accostamento di una fonte amminoacidica o proteica. La sola assunzione di proteine del siero del latte ha dimostrato infatti di provocare vasodilatazione a 30, 60 e 90 minuti dall'ingesione. L'insulina stimolata dal cibo è in grado di migliorare la circolazione capillare e il flusso ematico, e di conseguenza il trasporto di nutrienti ai muscoli. Considerando questo effetto, il consumo di un pasto liquido (una bevanda) a base di nutrienti insulinogenici prima dell'allenamento, come carboidrati e proteine del siero, potrebbe aumentare drasticamente il flusso sanguigno e la sintesi proteica.
Tipton et al. (2001) paragonarono gli effetti anabolici dati dall'assunzione di una bevanda a base di amminoacidi e carboidrati subito prima e subito dopo l'esercizio coi pesi. I ricercatori rilevarono che la concentrazione di amminoacidi nel flusso ematico era significativamente maggiore nel gruppo che assumeva la bevanda prima dell'esercizio, e questo effetto permaneva anche nella prima ora a seguito dell'esercizio. I risultati indicarono che il consumo di una dose di aminoacidi essenziali e un integratore di carboidrati immediatamente prima dell'esercizio coi pesi risulta in una risposta anabolica maggiore rispetto all'assunzione della bevanda subito dopo l'esercizio. Questo principalmente a causa di un aumento della sintesi proteica muscolare come risultato di un aumentato trasporto di amminoacidi al muscolo allenato. L'aumento della risposta anabolica era quasi doppio rispetto a quella osservata quando la stessa bevanda veniva consumata dopo l'allenamento. La superiorità del pasto pre-allenamento non è stata riscontrata dall'assunzione di sole proteine del siero del latte. Tuttavia non è chiaro se questa differenza sia stata data dall'assenza di carboidrati, o dalla differenza tra proteine e amminoacidi. Ad ogni modo un pasto solido misto contenente proteine consumato 2 ore prima dell'esercizio è in grado di elevare la sintesi proteica post-prandiale.
In realtà i risultati di Tipton sono stati recentemente messi in discussione dalla ricerca di Fujita et al. (2009). I ricercatori videro che la sintesi proteica aumenta subito dopo l'ingestione pre-allenamento di EAA+carboidrati, torna ai valori basali durante l'esercizio, e rimane inalterata un'ora dopo l'esercizio. La sintesi protica decrementa nel gruppo a digiuno durante l'esercizio e incrementa un'ora dopo l'esercizio. Tuttavia, 2 ore dopo l'esercizio la sintesi proteica incrementa approssimativamente del 50% in entrambi i gruppi senza nessuna differenza tra questi.

## Conclusioni
- I carboidrati sono i principali stimolatori dell'insulina, seguiti dagli amminoacidi liberi[31] e dalle proteine del siero del latte[18] (soprattutto idrolizzate[32]);
- La combinazione tra carboidrati e proteine/amminoacidi stimola l'insulina più di quanto non facciano le stesse fonti assunte singolarmente;[33][34]
- Le sole whey protein hanno dimostrato di portare ad una vasodilatazione fino a 90 minuti dall'assunzione[13];
- Alte concentrazioni di insulina migliorano la vasodilatazione, la circolazione capillare e il trasporto di nutrienti ai muscoli;[14][15]
- L'assunzione di proteine del siero pre-allenamento ha mostrato di aumentare l'EPOC, e quindi il metabolismo basale e la spesa lipidica post-allenamento, più dei carboidrati;[25]
- L'aumento della sintesi proteica post-allenamento può essere più elevata del 200% quando una bevanda a base di carboidrati e amminoacidi essenziali viene consumata subito prima, rispetto a subito dopo l'allenamento[26]. Questi risultati sono però stati messi in discussione;[30]
- L'assunzione di sole proteine del siero del latte subito prima dell'allenamento non ha mostrato particolari differenze sulla sintesi proteica post-allenamento rispetto all'assunzione subito dopo[10], contrariamente a quello che si era visto con l'assunzione di carboidrati+amminoacidi;
- L'assunzione di un integratore proteico pre-allenamento ha dimostrato di favorire maggiori guadagni di massa magra, specie con la combinazione tra whey e caseine;[11]
- I carboidrati e/o gli amminoacidi assunti durante l'allenamento hanno mostrato forti capacità di soppressione dell'ormone catabolico cortisolo[7][8], con effetti benefici sul guadagno di massa e forza muscolare e riduzione del catabolismo proteico[7]. È ipotizzabile che gli stessi effetti benefici possano essere indotti anche dall'assunzione di questi nutrienti pre-allenamento;
- L'assunzione di carboidrati pre-allenamento può favorire la prestazione apportando dei substrati energetici esogeni e riducendo l'impiego di glicogeno muscolare[4][5][6].